# Větvičník slívový
Větvičník slívový (Evernia prunastri (L.) Ach.) je lišejník z čeledi terčovkovitých

## Popis
Lupenitá větvená stélka vyrůstá v trsech z jednoho místa a vytváří tak na plochém podkladu keříčkovité na větvích až kulovité keříčky velikosti až 10 cm. Vrchní část stélky má barvu zelenošedou, spodní je bělavá.

## Využití
Stélky jsou jedlé. Je možné je přidávat do chlebové mouky. V Turecku se užívá jako přísada do želé. V jižní Evropě se využívá jako surovina pro výrobu parfémů. Větvičník slívový má pozitivní účinky na horní cesty dýchací při dráždivém kašli.

## Rozšíření
Větvičník slívový je rozšířen v lesích mírného pásma v severní polokoule, Francii, Španělsku, Portugalsku, středoevropských zemích a Severní Americe. V silně znečistěných oblastech chybí.